# 德克萨斯大学里奥格兰德维尔分校
德克萨斯大学里奥格兰德维尔分校（英語：University of Texas Rio Grande Valley; 简称UTRGV）是一所位于德州里奥格兰德维尔的州立综合研究型大学，创办于2013年，由德州大学布朗思维尔分校（UT Brownsville）、德州大学泛美分校（UT Pan American）和德州大学哈灵根地方学术健康中心合并而成，于2015年全面投入運作。
德克萨斯大学里奥格兰德维尔分校是美国以拉丁裔美国人學生佔大多數的大学之中規模最大的一所。該校的拉丁裔學生占全校总数的90%，幾乎全都是墨西哥裔美国人。

## 历史
2012年12月6日，德克薩斯大學系統批准创办里奥格兰德维尔综合大学以取代德州大学布朗思维尔分校和德州大学美洲国家组织分校。規劃中的新校將開設一所医学院。2013年12月选定校名为德州里奥格兰德维尔大学。
州长里克·佩里签署了立法令SB24，批准本校於2013年6月成立。
Francisco Fernandez就任该校医学院院长。Guy Bailey博士被选为第一任校长。
2014年11月德克薩斯大學系統通过了以蓝、绿和橘黄色调的校徽颜色，以及学校的昵称“Vaqueros”。
大学的启用仪式于2015年8月31日举行，德克薩斯大學系統名誉校长威廉·麦克雷文、美国众议院议员魯本·伊諾埃薩以及州参议员Juan "Chuy" Hinojosa参加了升旗仪式。名誉校长曾说：“百年之后，德州人回顾今天会说。这是改变德州历史的一天。”

## 校园
德州里奥格兰德维尔大学占地550英亩，拥有105座建筑，其中包括：
- 布朗思维尔
  - 布朗思维尔校园
  - Casa Bella
  - Cueto屋
  - Lucerna屋
  - Resaca广场
  - 树林
  - 星际门
- 爱丁堡
  - 爱丁堡校园
  - 校友中心
  - 学生社区
  - 视觉艺术
  - 工程复杂工具中心
- 麦卡伦
  - 麦卡伦教学设施
- 哈灵根
  - 学术和临床研究
  - 水泵房
  - 临床教育建筑
- 里奥格兰德维尔城
  - 斯塔尔县分校
- 南牧师岛
  - 海岸学习实验室

### 扩展
正在興建中的建筑物包括：新科学研究樓（位於爱丁堡）、医学教育樓（爱丁堡）以及新学术樓（布朗思维尔）。

## 学术
2015年至2016年，德州里奥格兰德维尔大学提供64个学士、49个硕士和4个博士学位課程。該年有92.7%的學生来自卡梅伦县、伊达哥县、斯塔尔县和维拉西县。2015年秋季学期，西班牙裔学生占88.8%。

### 学院
德州里奥格兰德维尔大学由11所学院组成，包括：

### 学术认证
除了从合并前的机构沿袭了所有的学术认证，2016年5月，UTRGV的医学院接受了来自高等教育医学认证委员会（ACGME）的精神病学专科住院实习课程认证，并于2016年10月接受了Liaison医学教育委员会的初步认证。

## 外部衔接
- 德克萨斯州里奥格兰德维尔大学 （页面存档备份，存于）